# Wolfgang Uchatius
Wolfgang Uchatius (* 1970 in Regensburg) ist ein deutscher Journalist.

## Leben
Uchatius studierte Volkswirtschaftslehre sowie Politologie, Soziologie und Kommunikationswissenschaften an der Ludwig-Maximilians-Universität München und an der De Montfort University in Leicester; 1995 verbrachte er als Stipendiat der Carl-Duisberg-Gesellschaft mehrere Monate in Asien. Neben dem Studium absolvierte Uchatius an der Deutschen Journalistenschule in München eine Ausbildung zum Redakteur; er hospitierte bei der Süddeutschen Zeitung, der Freien Presse, der Sächsischen Zeitung und der Wochenzeitung Die Zeit.
Nach Abschluss seines Studiums arbeitete Wolfgang Uchatius 1999 zunächst als freier Journalist in Berlin, vor allem für Die Zeit, das SZ-Magazin und die Berliner Zeitung. Anfang 2000 wechselte er zur Zeit nach Hamburg, zunächst als Redakteur im Wirtschaftsressort. Von 2007 bis 2012 war Uchatius ressortunabhängiger Reporter der Zeit, seit Ende 2012 leitet er das Ressort Dossier.

## Preise und Auszeichnungen
- 2004: Friedrich Vogel-Preis für Wirtschaftsjournalismus
- 2005: Dr.-Georg-Schreiber-Medienpreis für sozial- und gesundheitspolitische Berichterstattung
- 2005: Katholischer Medienpreis[3]
- 2006: Medienpreis Entwicklungspolitik (gemeinsam mit Bartholomäus Grill, Petra Pinzler und Ralf Südhoff)
- 2009: Herbert-Riehl-Heyse-Preis (gemeinsam mit Kerstin Kohlenberg)
- 2009: Medienpreis Deutsches Rotes Kreuz
- 2009: Ernst-Schneider-Preis (gemeinsam mit Kerstin Kohlenberg)
- 2009: Helmut-Schmidt-Journalistenpreis (gemeinsam mit Marc Brost)[4]
- 2009: Deutscher Reporterpreis in der Kategorie Bester Text des Jahres[5]
- 2010: Herbert-Quandt-Medien-Preis
- 2011: Deutscher Reporterpreis in der Kategorie Beste Reportage
- 2013: Deutscher Reporterpreis in der Kategorie Bester Essay
- 2013: 3. Preis des Otto-Brenner-Preises (gemeinsam mit Marc Brost und Mark Schieritz)
- 2013: Preis für Wirtschaftspublizistik der Keynes-Gesellschaft
- 2014: Henri-Nannen-Preis in der Kategorie Bester Essay
- 2014: 1. Preis des Otto-Brenner-Preises (gemeinsam mit Kerstin Kohlenberg und Petra Pinzler)

## Veröffentlichungen (Auswahl)
- Wolfgang Uchatius: Wenn das Ich sich auflöst. In: Die Zeit, Nr. 30/2008.
- Sie haben die Schulden - wir den Profit. Die verschwenderischen Südeuropäer gefährden unseren Wohlstand? Von wegen - ihnen haben wir Deutschen den Reichtum zu verdanken, in: Die Zeit Nr. 41, 4. Oktober 2012, S. 19f.